# 妙法寺 (山梨県富士川町)

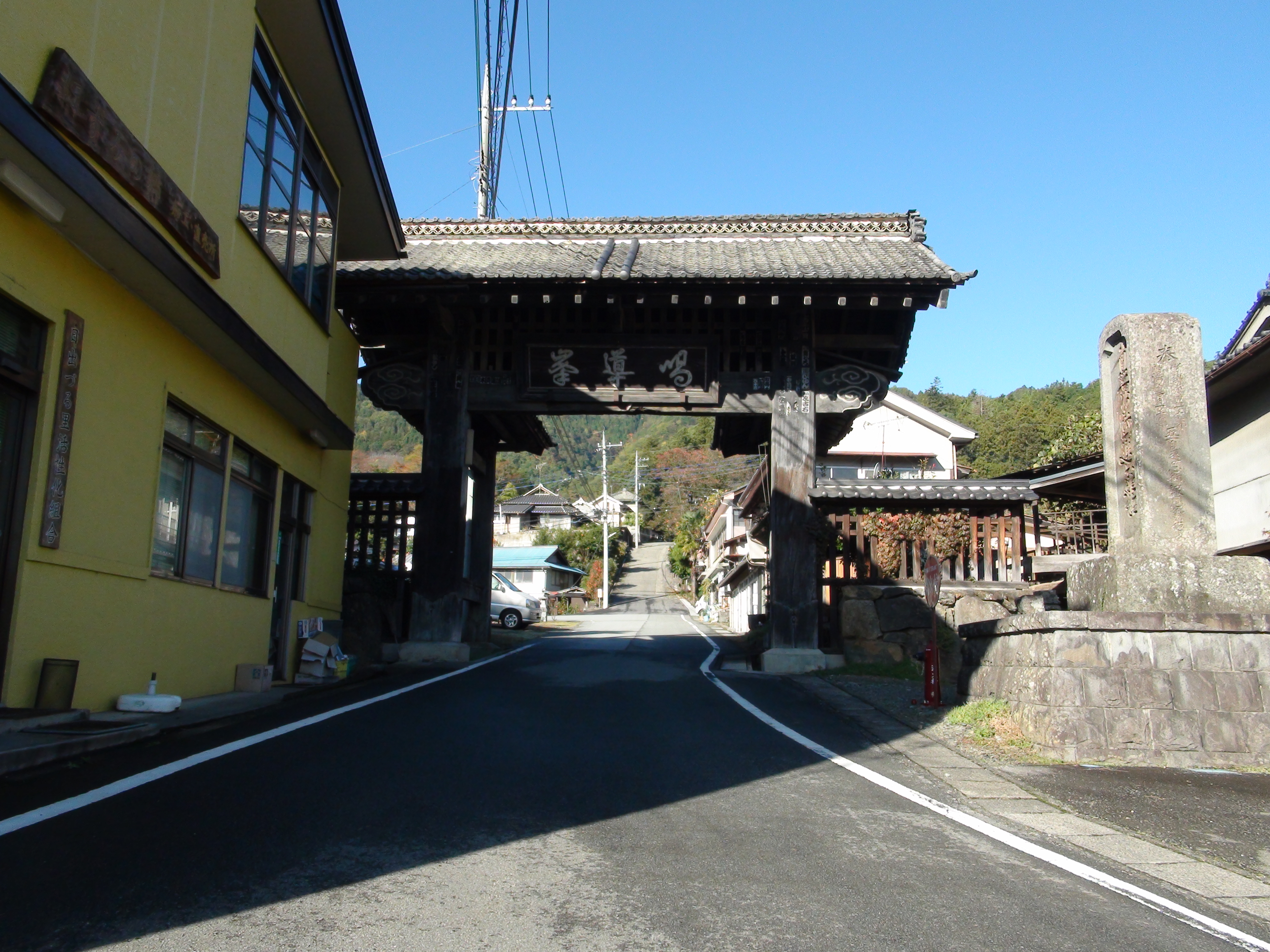
県道が通る総門（2011年11月3日撮影）

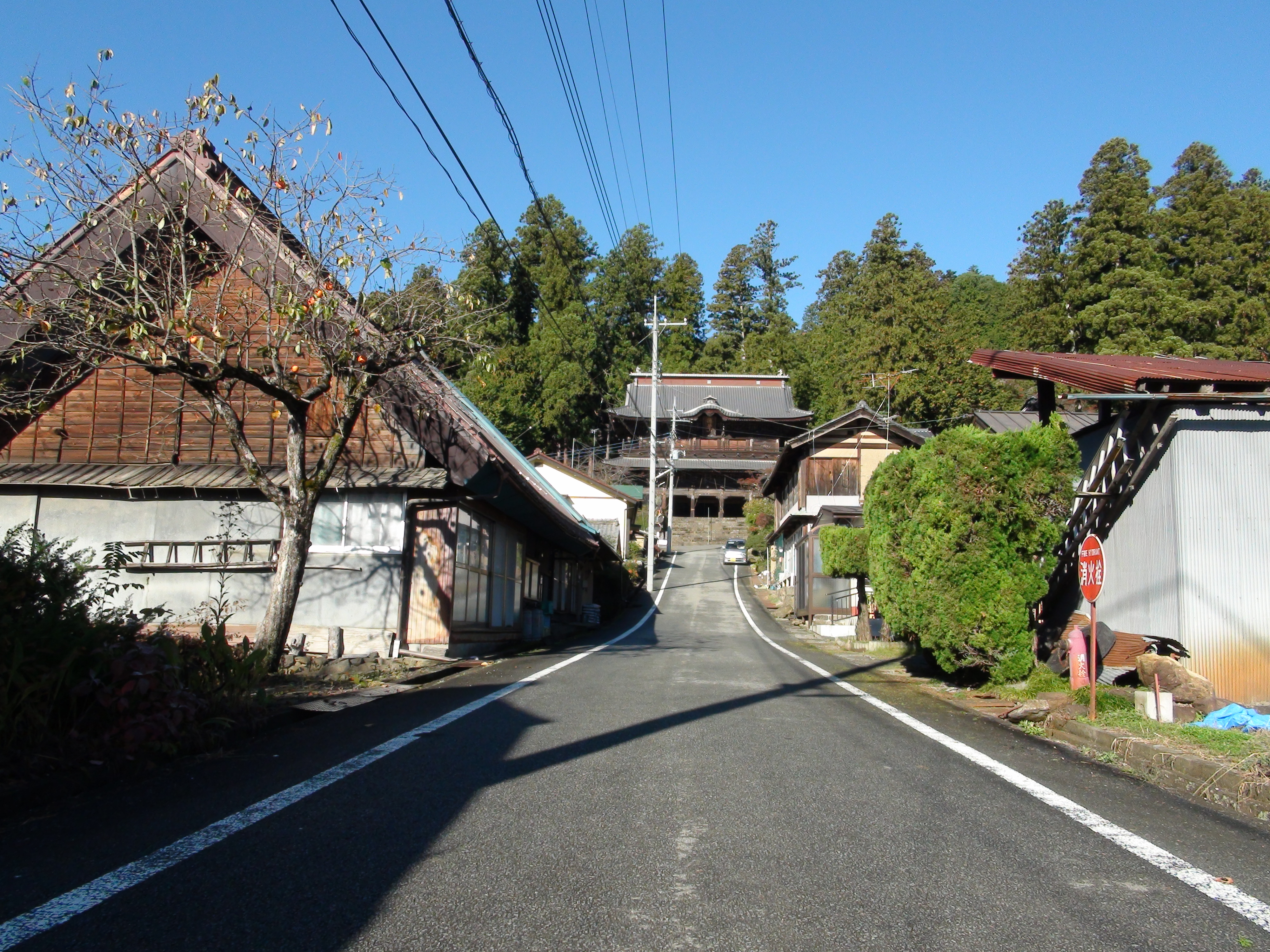
三門前（2014年11月3日撮影）

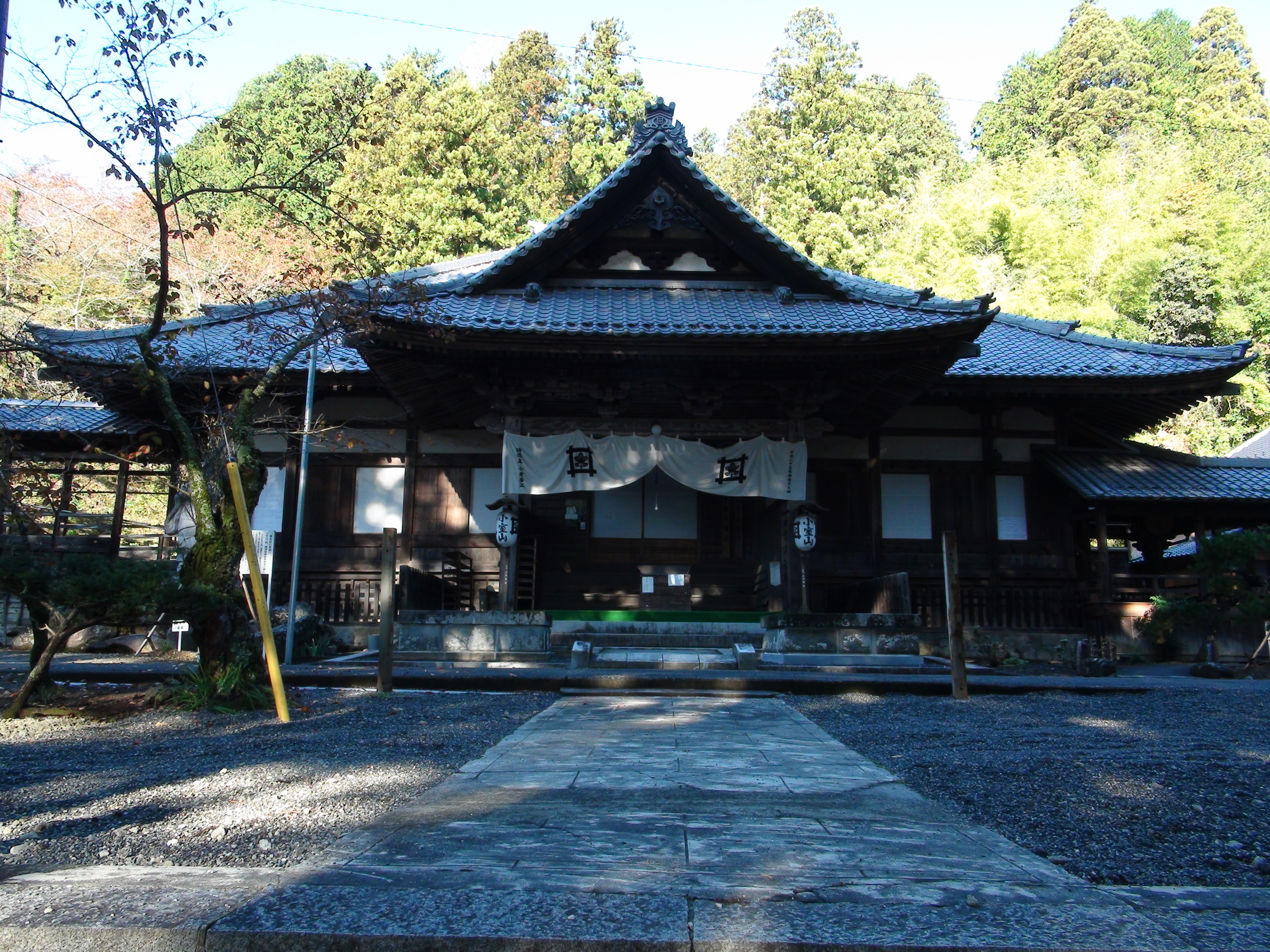
客殿（2014年11月3日撮影）

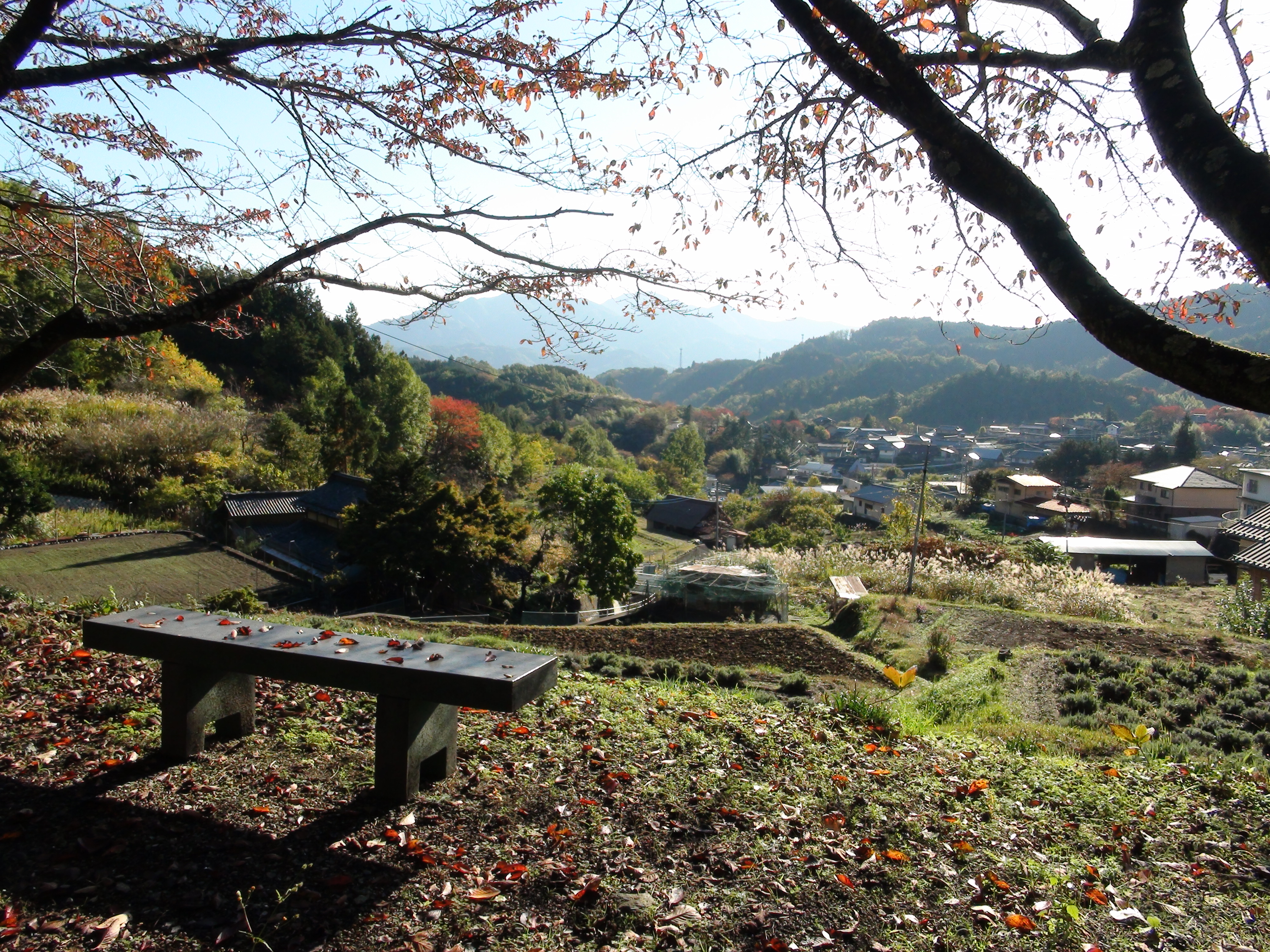
妙法寺より秋の小室地区を望む。（2014年11月3日撮影）

妙法寺（みょうほうじ）は、山梨県南巨摩郡富士川町小室3063番地にある日蓮宗の本山（由緒寺院）で小西法縁六本山の一つ。山号は徳栄山または小室山。本尊は十界曼荼羅。「紫陽花寺」や「俳句寺」として有名。現住は83世・小倉日教貫首（長野県松本市円乗寺より晋山）。

## 歴史

### 沿革
江戸時代の由緒書に拠れば、前身は持統天皇7年（693年）に役小角によって開かれたと伝わる真言宗寺院・仁王山護国院金胎寺で、現在でも真言宗寺院であったことを示す笈（おい）が残されている。文永11年（1274年）5月28日、当地に来錫した日蓮が時の住持であった恵頂阿闍梨善智法印と問答法論に及び、これに敗れた善智はやむなく弟子となったという。
しかし心底からの帰順ではなかった為、翌建治元年（1275年）の秋頃に身延山の日蓮のもとを訪れ、毒を仕込んだ栗餅を用いて殺害しようと試みた。ところが、日蓮が縁先にいた白犬にこれを食べさせたところ忽ちに悶死し企みが露見、善智は深く悔悟し日蓮に心服するに至り金胎寺全山を挙げて改宗に及んだ。 日蓮は善智に「日傳（日伝）」の法号を与え、金胎寺を「徳栄山妙法寺」と改めた。その後、日伝は日蓮が身延山を下山するまで仕えたと伝えられており、身延山滞在中の草庵が後に要行院志摩房となった。
天文年間から永禄年間当時に住持であった10世・三守法眼日薬は甲斐国守護職武田家の一族とされており、その縁によって武田晴信より寺領が寄進され諸役免除を得た。 武田家滅亡後に甲斐国を領した織田信長や徳川家康は朱印状を発給し 更には加藤清正等の豊臣家譜代の大名からも黒印状が発給され、禁制及び寺領が安堵された。また江戸時代には歴代将軍（3代家光・5代綱吉・8代吉宗）から朱印状が発給され、院家塔頭3院2坊を擁し40ヶ寺超の直末寺を有する古名刹に相応しい威容を誇った。
なお毒餅の故事に由来を持つのが日蓮直伝の「秘妙符（毒消しの護符）」と呼ばれ、その調法は日伝以来の歴代貫首に相伝されている。この秘妙符の霊験効能は後に大いに弘まり、享保19年（1734年）には百々御所宝鏡寺門跡23世・逸巌理秀門跡に献上され、宝鏡寺宮祈願所に定められると共に緋菊花紋袈裟と網代輿が下賜された。また文政4年（1821年）には伏見宮貞敬親王に秘妙符が献上され、伏見宮祈願所に定められると共に菊花紋水引幕と提灯及び紫衣が下賜された。更に時が下り、三遊亭圓朝作三題噺の古典落語「鰍沢」に題材として選ばれると益々その名が知られる事になったという。
現在は紫陽花寺として有名であり、5月には紫陽花祭りが開かれ賑わいを見せている。

### 年表
- 持統天皇7年（693年）　役小角により開山。後に真言宗仁王山護国院金胎寺となる
- 文永11年（1274年）　日蓮と恵頂阿闍梨善智法印が問答法論をし、敗れた善智が日蓮の弟子となる
- 建治元年（1275年）　毒餅の故事により善智が日伝と改名、仁王山護国院金胎寺を改め「徳栄山妙法寺」と称する
- 天文～永禄年間（1532年～1570年）　武田晴信により寺領が寄進され諸堂が改築される
- 天正年間（1573年～1592年）　徳川家康により山内守護の禁制状が発給される
- 慶長元年（1596年）　徳川家康により寺領が寄進される。その後江戸時代には、歴代将軍より朱印状が発給される
- 正徳2年（1712年）　総門建立
- 享保19年（1734年）　百々御所宝鏡寺門跡23世・逸巌理秀門跡により祈願所に定められる
- 文政4年（1821年）　伏見宮貞敬親王により祈願所に定められる
- 安政2年（1851年）　庫裡及び常経堂建立
- 安政3年（1852年）　日恵堂建立
- 安政6年（1855年）　書院建立
- 明治4年（1871年）　子安堂建立
- 明治7年（1874年）　草分堂建立
- 明治11年（1878年）　祖師堂建立
- 明治19年（1886年）　七面堂建立
- 明治30年（1897年）　三門建立
- 昭和2年（1927年）　鐘楼建立
- 平成12年（2000年）　本堂建立

## 文化財

### 山梨県指定有形文化財
- 金銅金具装笈

木造及び金銅金具装の笈（おい）。笈とは、修験者や山林修行者などが背負って歩くための仏具で、仏像・衣服・経文などを収納する箱。総高は80.6センチメートル、幅64.0センチメートル、奥行は32.5センチメートル。室町時代の作品で、全体が金銅板で覆われ、上段には取り外し可能な羽目板の扉が付き、表面には彫刻が施されている。正面には大日如来や塔などが表現され、内部には愛染明王・不動明王・蓮華や流水文などが表現されている。内部には7体の安置仏がある。

## 旧末寺
日蓮宗は昭和16年（1941年）に本末を解体したため、現在では旧本山・旧末寺と呼びならわしている。
- 徳栄山玄浄院（山梨県南巨摩郡富士川町小室）— 塔頭
- 十如山久成院（山梨県南巨摩郡富士川町小室）— 塔頭。元塔頭の十如院を合併
- 徳栄山仙妙坊（山梨県南巨摩郡富士川町高下）
- 立開山教信坊（茨城県小美玉市上吉影）
- 勧学山菊盛寺（茨城県東茨城郡大洗町磯浜）
- 妙洞山青柳寺（山梨県南巨摩郡富士川町青柳町）
- 青柳山法長寺（山梨県南巨摩郡富士川町青柳町）
- 光由山本浄寺（山梨県南巨摩郡富士川町最勝寺）
- 妙延山法寿寺（山梨県南巨摩郡富士川町小林）
- 顕宝山妙諸寺（山梨県南巨摩郡富士川町小林）
- 勇猛山玉全寺（山梨県南巨摩郡富士川町小室）
- 妙石山懸腰寺（山梨県南巨摩郡富士川町小室）
- 仙洞山妙楽寺（山梨県南巨摩郡富士川町高下）
- 仙宮山延寿寺（山梨県南巨摩郡富士川町高下）
- 鷹下山妙祐寺（山梨県南巨摩郡富士川町高下）
- 高運山妙林寺（山梨県南巨摩郡富士川町高下）
- 法養山隆運寺（山梨県南巨摩郡富士川町平林）
- 法王山徳林寺（山梨県南巨摩郡富士川町平林）
- 清水山妙題寺（山梨県南巨摩郡富士川町平林）
- 泉湧山徳楽寺（山梨県南巨摩郡富士川町平林）
- 薬王山長命寺（山梨県南巨摩郡富士川町平林）
- 法昌山妙成寺（山梨県南巨摩郡富士川町鰍沢）
- 真如山寂光寺（山梨県南巨摩郡富士川町鰍沢）
- 徳行山経王寺（山梨県南巨摩郡富士川町鰍沢）
- 千秋山蓮久寺（山梨県南巨摩郡富士川町鰍沢）
- 千光山妙台寺（山梨県南巨摩郡富士川町鰍沢）
- 真龍山感応寺（山梨県南巨摩郡富士川町鰍沢）
- 顕宝山妙森寺（山梨県南巨摩郡富士川町長知沢）
- 身栄山外良寺（山梨県南巨摩郡早川町奈良田）
- 妙龍山法雲寺（山梨県南巨摩郡早川町湯島）
- 薬湯山蓮定寺（山梨県南巨摩郡早川町湯島）
- 芦川山大乗寺（山梨県西八代郡市川三郷町下芦川）
- 久法山妙長寺（山梨県南アルプス市上八田）
- 恵光山妙定寺（山梨県南アルプス市芦安芦倉）
- 香岸山道昌寺（山梨県南アルプス市藤田）
- 長延山生善寺（山梨県南アルプス市鮎沢）
- 常栄山東林寺（山梨県笛吹市芦川町上芦川）
- 妙光山清普寺（山梨県北杜市明野町浅尾新田）
- 福島山善宗寺（大阪府松原市田井城）

## 交通アクセス
- JR東海身延線鰍沢口駅下車 車で約10分
- 中部横断自動車道 増穂ICより約15分

## 脚註
1. ↑  恵朝阿闍梨とも伝わる。
2. ↑  法論の際に日蓮が腰懸けていた岩石は法論石と呼ばれ、法論石を覆うように建てられた堂宇が後に妙石山懸腰寺となっている。なおこの法論石を囲う大引きに4代目・三遊亭圓生（妙法寺ゆかりの古典落語・鰍沢を得意とした）の墨書があり参拝した形跡がうかがえる。
3. ↑  白犬を哀れんだ日蓮は自らの銀杏の杖を墓標にして手厚く葬った。この白犬供養の霊場が現在の日蓮宗宗門史跡・法喜山上澤寺となっている。また伝承によれば、この銀杏の杖が根を張り葉を茂らせたとされる大樹が「お葉付きの逆さ銀杏」と呼ばれており、昭和4年（1929年）4月2日に国の天然記念物に指定されている。
4. ↑  妙法寺守護の為に武田家から遣わされた望月左近等の4名の武士が門前に居を構え、妙法寺四院家として代々その任に当たり今日に至っている。
5. ↑  寺伝によれば、天正年間に山内守護の禁制状が、慶長元年（1596年）には寺領が、それぞれ徳川家康より賜与されている。